# XenApp
XenApp — программное обеспечение для виртуализации и доставки приложений с удалённого сервера на локальные устройства пользователей через тонкий клиент. Другими словами, данное ПО позволяет запускать Windows приложения на компьютерах и мобильных устройствах работающих под управлением других операционных систем. При этом, сами приложения находятся на выделенном сервере или в облаке. Выпуск первой версии XenApp состоялся в 2008. Предшественники данного ПО назывались WinFrame, MetaFrame и Presentation Server.

## Особенности
XenApp — система виртуализации приложений, которая позволяет запускать удалённо-установленные приложения на локальных устройствах, без необходимости установки их локально. Это главный продукт компании Citrix, который ранее назывался WinFrame, MetaFrame и Presentation Server.
XenApp использует Flex Management Architecture (FMA), проприетарную архитектуру для продуктов виртуализации компании Citrix. В отличие от подобных систем удалённого доступа, данная архитектура транслирует отдельные приложения, а не рабочий стол полностью. Кроме этого, данная архитектура используется для трансляции приложений как частей виртуального рабочего стола полностью в XenDesktop.
XenApp позволяет использовать Windows приложения на устройствах, которые, в общем случае, не могут запускать эти приложения. Это могут быть такие платформы, как macOS, Chrome OS и т. д. Кроме этого, данное ПО позволяет использовать приложения других платформ на компьютерах под управлением Windows.

## История
Предшественником XenApp была многопользовательская операционная система WinFrame, которая была основана на Windows NT 3.51. Данный программный продукт был выпущен в 1995 году и являлся одним из первых продуктов Citrix.
MetaFrame заменил собой WinFrame в 1998. Данный продукт был переименован несколько раз. В 2002 году он назывался MetaFrame XP, в 2003 он назывался MetaFrame XP Presentation Server, позже имя было изменено на Presentation Server в 2005.
В 2008 продукт был переименован в XenApp. Приставка «Xen» появилась в результате приобретения компании XenSource в 2007 году.
Между 2010 и 2012 было выпущено два обновления XenApp. XenApp 6 появился в 2010 и включал в себя новую консоль центрального управления AppCenter. В 2012 был выпущен XenApp 6.5. Данное обновление принесло с собой Instant App Access, новое улучшение, которое ускорило запуск приложений.
В 2013 была выпущена версия 7.0. Данное обновление объединило XenDesktop и XenApp в общее приложение, названное XenDesktop с архитектурой Flex Management Architecture (FMA). До этого XenApp использовало оригинальную архитектуру Independent Management Architecture (IMA). В 2014 году XenApp был выпущен отдельно от XenDesktop, но всё также использует архитектуру FMA.